# Кирило Буданов
Кирило Олексијевич Буданов (укр. Кирило Олексійович Буданов; Кијев, 4. јануар 1986) је украјински официр који од августа 2020.  обавља дужност начелника Главне обавештајне управе Министарства одбране Украјине. Буданов је раније био заменик директора једног од одељења Спољне обавештајне службе Украјине. Има чин генерал-потпуковника.

## Рани живот и образовање
Буданов је рођен у Кијеву 4. јануара 1986. Дипломирао је на Одеској академији копнене војске 2007. године.

## Каријера
Након што је 2007. дипломирао, Буданов је започео војну каријеру у специјалним снагама Главне обавештајне управе (ГУР) Министарства одбране Украјине.

### Руско-украјински рат
Године 2014. учествовао је у Рату у Донбасу, где је више пута рањаван и наводно је учествовао у низу тајних специјалних војних операција. Према извештају Њујорк тајмса из 2024. године, Буданов је био један од припадника елитне јединице 2245 украјинске Главне обавештајне управе коју је обучавала ЦИА. Њујорк Тајмс такође преноси да је Буданов стекао репутацију по учешћу у храбрим операцијама иза непријатељских линија. 2016. године, док је још увек био потпуковник, наводно је предводио јединицу специјалних снага у амфибијском нападу на Крим, како би се поставио експлозив на аеродром. Јединица Буданова упала је у заседу руске специјалне јединице након искрцавања; украјинске снаге су наводно убиле неколико руских војника пре него што су се повукле на територију под контролом Украјине. Према Њујорк Тајмс-у, Буданов је пребачен на лечење у Национални војни медицински центар Волтер Рид у САД након што је рањен у борбама у Донбасу.
4. априла 2019. године, Будановљев аутомобил Шевролет Еванда дигао је у ваздух Рус са документима на име „Алексеј Ломака“, који је поставио бомбу, али је она прерано детонирала. Нападач и диверзантска група која је требало да дигне у ваздух Буданова су приведени.
Године 2020. постао је заменик директора једног од одељења Спољне обавештајне службе Украјине.
Председник Украјине Володимир Зеленски именовао је Буданова 5. августа 2020. за шефа Главне обавештајне управе Министарства одбране.
11. марта 2022. постао је председник Координационог штаба за поступање са ратним заробљеницима. У септембру 2022, Буданов је учествовао у највећој операцији размене заробљеника између Украјине и Руске Федерације, када се кући вратило 215 украјинских војника, укључујући више од 100 припадника и команданта бригаде Азов.
У фебруару 2023, шеф парламентарне групе Слуга народа Давид Арахамиа изјавио је да ће Алексија Резникова заменити Буданов на месту министра одбране. Међутим, до замене није дошло, а Буданов није именован.
Окружни суд Лефортово у Москви, Русија, је 21. априла 2023. издао налог за хапшење Буданова у вези са украјинским нападом на Кримски мост 2022. Буданов је прокоментарисао налог, рекавши: "Задовољан сам. Ово је добар показатељ нашег рада и обећавам да ћу радити још боље."
Портпарол украјинске војне обавештајне службе рекао је 2023. да је било више од десет покушаја атентата на Буданова. У новембру 2023. његова супруга Маријана Буданова отрована је неодређеним тешким металима, вероватно отрованом храном, а неколико запослених у агенцији имало је благе симптоме тровања.
Председник Зеленски је 2024. године прогласио Буданова херојем Украјине.

## Војни чинови
- Бригадни генерал (24. август 2021.)[14]
- Генерал-мајор (3. април 2022.)[15]
- Генерал-потпуковник (7. септембар 2023.)[2]

## Одликовања
- Орден за храброст[4]
- Херој Украјине[13]